# Чех Юрій Олександрович
Юрій Олександрович Чех — майор окремого загону спеціального призначення НГУ «Азов» Національної гвардії України, учасник російсько-української війни, що відзначився під час російського вторгнення в Україну в 2022 році.

## Життєпис
Юрій Чех народився 7 травня 1979 року. Брав участь в АТО на сході України. Ніс військову службу в складі окремого загону спеціального призначення НГУ «Азов» Національної гвардії України 12-ої бригади оперативного призначення імені Дмитра Вишневецького (12 БрОП, в/ч 3057) з місцем дислокації у місті Маріуполі Донецької області. З початком повномасштабного російського вторгнення в Україну перебував на передовій, брав участь у обороні Маріуполя. Разом із співслуживцями проривався на Азовсталь, з якого у травні 2022 року потрапив у полон. Повернувся з російського полону 21 вересня 2022 року в рамках так званого великого обміну.

## Нагороди
- орден «За мужність» III ступеня (2022) — за особисту мужність і самовіддані дії, виявлені у захисті державного суверенітету та територіальної цілісності України, вірність військовій присязі, зразкове виконання службового обов’язку[3].